# OLYMPIC (アルバム)
『OLYMPIC』（オリンピック）は、大江千里6作目のオリジナルアルバム。1987年6月21日にEPIC/SONYから発売（規格品番ESCB 1245→MHCL 30087）。1991年11月1日と2013年7月17日の二度再発売された。

## 概要
前作『AVEC』から僅か7カ月の短い期間で発売された。引き続き大江自身のセルフ・プロデュース作品となっている。コンセプトは「明るく、強く、たくましく」である。
本作も編曲はすべて大村雅朗が担当している。
小坂洋二は「これは全曲すごいですよ。色んなアレンジが詰まっていて、出し切った感じがあります。大村さんはあれだけのアレンジができるのに、なんであんまり曲を書かないんだろうって不思議でした」と評している。

## 収録曲
| 全作詞・作曲: 大江千里、全編曲: 大村雅朗。 |                           |          |            |      |
| #                                          | タイトル                  | 作詞     | 作曲・編曲 | 時間 |
| 1.                                         | 「回転違いの夏休み」      | 大江千里 | 大江千里   | 3:34 |
| 2.                                         | 「路上のさようなら」      | 大江千里 | 大江千里   | 3:36 |
| 3.                                         | 「STELLA'S COUGH」        | 大江千里 | 大江千里   | 4:13 |
| 4.                                         | 「小首をかしげるTシャツ」 | 大江千里 | 大江千里   | 4:09 |
| 5.                                         | 「塩屋」                  | 大江千里 | 大江千里   | 5:49 |
| 6.                                         | 「エールをおくろう」      | 大江千里 | 大江千里   | 4:29 |
| 7.                                         | 「贅沢なペイン」          | 大江千里 | 大江千里   | 5:11 |
| 8.                                         | 「夏渡し」                | 大江千里 | 大江千里   | 4:35 |
| 9.                                         | 「YOU」                   | 大江千里 | 大江千里   | 3:20 |
| 10.                                        | 「gloria」                | 大江千里 | 大江千里   | 5:15 |
| 合計時間:                                  | 合計時間:                 | 44:11    |            |      |

## 曲解説
1. 回転違いの夏休み
2. 路上のさようなら
3. STELLA'S COUGH
ベスト・アルバム『Sloppy Joe』に収録。
4. 小首をかしげるTシャツ
渡辺美里がコーラスで参加。
5. 塩屋
タイトルは神戸市垂水区の地名（住所上の表記は塩屋町）である。間奏の時に電車の止まる音があるが、これは塩屋駅で当時のマネージャーが実際に録音してきたもの[3]。当初、車掌の「しおや〜、しおや〜でございやす」の声を入れる予定だったが、結局ボツとなり電車の音だけが採用された。
6. エールをおくろう
詞は新聞の一面広告で目にしたキャッチコピー、曲はシーナ・イーストンの「モーニング・トレイン」がモチーフになっているという。
渡辺美里がコーラスで参加。
ベスト・アルバム『2000 JOE』に収録。
7. 贅沢なペイン
ベスト・アルバム『Sloppy Joe』に収録。
8. 夏渡し
12枚目のシングルのカップリングとして先行リリース。デビュー前にタクシーで初めて国道246号を渋谷から三軒茶屋に向かった時、上をずっと並走する高速を見て感じた閉塞感から、このシチュエイションで渋谷から離れる途中に思うことを歌にしたという。
9. YOU
12枚目のシングルとして先行リリース。草原の中でキーボードを弾きながら歌う姿が印象的なPVも制作された。
10. gloria
アルバムのレコーディングが大詰めを迎えていた頃、ぼんやりと「オリンピック」というキーワードが浮かんだことから、そのコンセプトを更に強めるため「自身の感じる時の流れを回想するスピード」をスポーツに重ね合わせて詞を書いたという。

## ミュージシャン
- 西本明 - キーボード
- 小林武史 - キーボード
- 富樫春生 - キーボード
- 松原正樹 - ギター
- 佐橋佳幸 - ギター
- 伊藤広規 - ベース
- 美久月千晴 - ベース
- 山木秀夫 - ドラム
- 金津ヒロシ -  パーカッション
- 斎藤ノヴ -  パーカッション
- 数原晋 - トランペット
- 荒木敏男 - トランペット
- 西山健治 - トロンボーン
- 渡辺美里 - デュエット（#4）コーラス（#6）

## 発売形態
- LP/CT 発売：EPIC/SONY
- CD 発売：EPIC/SONY
- CD（規格品番：ESCB 1244・1991年11月1日）発売：EPIC/SONY RECORDS
- ブルースペックCD（規格品番：MHCL 30087・2013年7月17日）発売：Sony Music Direct

2013年7月17日にはBlu-spec CD2仕様でSony Music Directから再発売された。音源自体は『Senri Premium 〜MY GLORY DAYS 1983-1988』の際にリマスターされたもので、CDジャケットや歌詞カードはLP盤のものを復刻した形になっている。

### SonyMusic
- Olympic  –  ディスコグラフィ
- OLYMPIC【Blu-spec CD2】  –  ディスコグラフィ